# Pahrump
Pahrump (en anglais [pəˈrʌmp]) est une census-designated place et une ville non incorporée située dans le comté de Nye, dans l’État du Nevada, aux  États-Unis. Le recensement de 2010 a indiqué une population de 36 441 habitants, ce qui en fait la localité la plus peuplée du comté.

## Cinéma
Dans le film Mars Attacks!, les Martiens atterrissent à Pahrump.

## Source
- (en) Cet article est partiellement ou en totalité issu de l’article de Wikipédia en anglais intitulé « Pahrump, Nevada » (voir la liste des auteurs).